# My Oxford Year
Pour plus de détails, voir Fiche technique et Distribution.
My Oxford Year est une comédie romantique américaine réalisée par Iain Morris (en) et sortie en 2025. Il s'agit d'une adaptation du roman du même nom de Julia Whelan, publié en 2018.
Le film est diffusé directement sur Netflix.

## Synopsis
Anna De La Vega, une étudiante américaine brillante et ambitieuse, réalise son rêve en partant étudier à l’université d’Oxford pour une maîtrise. Sa vie semble parfaitement tracée jusqu’à sa rencontre avec Jamie Davenport, un assistant d’enseignement passionné de poésie et natif de la région, qui va bouleverser ses projets et sa vision de l’avenir.

## Distribution
- Sofia Carson (VF : Garance Thénault) : Anna De La Vega
- Corey Mylchreest (VF : Jim Redler) : Jamie Davenport
- Dougray Scott (VF : Bernard Bollet) : William Davenport, le père de Jamie
- Catherine McCormack (VF : Rafaèle Moutier) : Antonia Davenport, la mère de Jamie
- Harry Trevaldwyn (en) (VF : Louis Lecordier) : Charlie Butler
- Hugh Coles (en) (VF : Rémi Gutton) : Ridley
- Poppy Gilbert (en) (VF : Cécile Heintzmann) : Cecelia Knowles
- Barney Harris (en) (VF : Julien De Bortoli) : Ian

 Source et légende : version française (VF) sur RS Doublage

## Production
L’idée de My Oxford Year est basée sur une version romancée écrite à partir d’un scénario original d’Allison Burnett, retravaillé par Julia Whelan avant sa publication en 2018. Le tournage principal a eu lieu en septembre 2024 à Oxford et Windsor, notamment dans des collèges célèbres tels que Magdalen, St Hugh’s et Hertford College Point G . La musique est signée Isabella Summers, membre de Florence and the Machine, avec un mélange d’artistes variés dans la bande originale (Dua Lipa, Coldplay, Bloc Party...).

## Bande originale
La bande originale comporte des titres d’artistes contemporains renommés tels que Dua Lipa (Illusion), Coldplay (Yellow), Bloc Party (Helicopter (en)), Chappell Roan, ainsi qu’un titre original de Laura Welsh (en) (Make It Happen). Le casting interprète également Baby One More Time de Britney Spears.

## Sortie
Le film est diffusé en exclusivité sur Netflix à partir du 1er août 2025,, en simultané mondial.